# 6577 Torbenwolff
A 6577 Torbenwolff vagy 1978 VB6 a Naprendszer kisbolygóövében található aszteroida. Eleanor F. Helin és Schelte J. Bus fedezte fel 1978. november 7-én.